# Христос приземлился в Гродно
«Христос приземлился в Гродно», или «Христос приземлился в Горо́дне» (бел. Хрыстос прызямліўся ў Гародні) — роман Владимира Короткевича.

## История
Роману предшествовал киносценарий «Христос приземлился в Гродно», который был закончен 31 марта 1965 года.
Впервые роман вышел на белорусском языке в 1972 году (Мн.: Маст. літ.). Вошёл в состав второго тома «Избранных произведений» Короткевича (Мн.: Маст. літ., 1980).
Рукопись неизвестна. Машинопись романа хранится в отделе редких книг и рукописей Центральной библиотеки имени Якуба Коласа АН БССР, ф. 11, воп. 1, адз. зах. 41-47, с перечнем в начале произведения героев и их характеристиками, что отсутствует в книжных изданиях романа, а также с отметкой в конце: 7 апреля 1965 г. — 29 апреля 1966 г. Челябинск (Шегол) — Рогачев.
Печатается согласно отдельному книжному изданию с 1972 года.
Роман выходил в авторизованном переводе Наума Кислика на русском языке («Нёман», 1966, № 11-12).
Издан в переводе Вацлава Жидлицкого на чешском языке (Прага, 1979), в переводе Малгажаты Бухалик — на польском (2012).

## Сюжет
Роман «Христос приземлился в Гродно» посвящён событиям белорусской истории XVI столетия.
К написанию романа Короткевича побудило помещённое в «Хронике польской, литовской, жомойской и всей Руси» Мацея Стрыйковского упоминание о появлении на Гроденщине при короле Сигизмунде І Старом (1506—1548) самозванца, который «себе приписал и присвоил» Христово имя, «проходимца по имени Якуб Мялштинский».
Это роман-притча с философскими размышлениями о назначении человека.
Многие факты, приведённые в произведении, свидетельствуют о том, что действие происходит в 20-30-е гг. XVI ст.: упоминается Бона Сфорца, один из героев романа кардинал Лотр говорит об изданной Франциском Скориной Библии, о том, что «вот тридцати лет не прошло, как Колумб открыл Индию» и пр.
Роман повествует о судьбе представителей самых различных классов и прослоек. Подавляющее большинство героев порождены фантазией писателя. Исключение составляет Кашпар Бекеш (1520—1579), белорусский мыслитель-антитринитарий. В центре — образ Христа — Юрася Братчика, связывающий в единое целое все сюжетно-композиционные линии произведения и вокруг которого разворачивается основное действие.

## Персонажи
- Юрась Братчик — школяр. Играл роль Христа.
- Лотр — кардинал, главный антагонист.
- Флориан Босяцкий — иезуит, главный помощник Лотра, идейный вдохновитель многих его замыслов. Именно он с целью погасить народные волнения придумал интригу с разыгрыванием бродячими комедиантами ролей Христа и его апостолами.
- Раввуни — изгнанный из местечка еврей, играл роль Иуды. Вёл записи о происходящих в романе событиях. Один из двух апостолов, оставшихся верными Юрасю в ночь подавления восстания в Гродно.
- Анея — возлюбленная Юрася, дочь мечника.
- Богдан Роскаш — обедневший шляхтич. Играл роль Фомы. Отличался большой физической силой и отлично владел оружием. Второй из двух апостолов, оставшихся верными Юрасю в ночь подавления восстания в Гродно.
- Корнила — сотник. Служил Лотру и Босяцкому. Боролся с народным ополчением, возглавляемым Юрасем. В конце романа раскаялся в этом и, вызвав на поединок Лотра и епископа Комара, убил обоих и отрубил им головы[4].

## Отзывы о романе
Мария Галина полагает, что главной темой романа является прирастание маски к лицу героя: самозванец по воле судьбы перестает быть самозванцем. Она сравнивает роман с другими известными произведениями этого ряда: 
В этом смысле классический фильм «Тень Воина» (точнее, «Воин-тень») Акиры Куросавы (1980) о мелком воришке, который, чтобы избежать повешения, вынужден играть роль местного правителя Такэды и постепенно так вживается в образ, что в конце концов добровольно принимает мученическую гибель, ничем не отличается от не менее классического научно-фантастического романа «Двойная звезда» Роберта Хайнлайна (1956) о невостребованном актёре, который берется в отдаленном будущем дублировать «хорошего» политика, ставшего жертвой террористов. Или от недооцененного у нас романа белорусского писателя Владимира Короткевича «Христос приземлился в Городне» (написан в 1966 году, впервые опубликован в 1972 году на белорусском) об апокалиптических ожиданиях обывателей XVII века, заставивших школяра Юрася Братчика и группу бродячих комедиантов не просто разыгрывать сюжет с Христом и двенадцатью апостолами, но соответствовать этим ожиданиям — вплоть до трагического финала. Или от романа Грэма Грина «Комедианты» (1966), в котором авантюрист Браун в конце концов вынужден надеть на себя личину убитого майора Джонса, военного консультанта повстанцев, сражающихся на Гаити против режима Дювалье. Горькая ирония автора здесь заключается в том, что и Джонс — тоже самозванец, фальшивка, но идея, истина как бы лепит сама себя из подручного материала, пускай сам по себе этот материал и не слишком хорош.

## Экранизация
На киностудии «Беларусьфильм» в 1967 году по сценарию «Христос приземлился в Гродно» был создан одноимённый фильм. В 1989 году режиссёр картины В. С. Бычков перемонтировал фильм и дал ему название «Житие и вознесение Юрася Братчика».